# Corneliu Robe
Corneliu Robe, né le 23 mai 1908 à Bucarest et mort le 4 janvier 1969 à Bucarest en Roumanie, était un joueur de football roumain.

## Biographie

### Carrière de club
Durant sa carrière de joueur, Corneliu Robe ne joue que dans deux clubs : l'Olimpia Bucarest et l'Unirea Tricolor, deux équipes de la capitale roumaine, Bucarest, sa ville natale. Il commence sa carrière en 1925, à l'âge de 17 ans, à l'Olimpia Bucarest. Il joue avec Olympia jusqu'en 1932, avant de signer à l'Unirea Tricolor Bucarest, un club d'Obor (quartier de la capitale de Colentina). Il prend sa retraite footballistique en 1937, à l'âge de 29 ans.

### Équipe nationale
Corneliu Robe joue pour l'équipe de Roumanie entre 1930 et 1935. En 1930, alors qu'il n'a aucune expérience internationale, il est sélectionné pour jouer la coupe du monde 1930 en Uruguay. C'est dans cette compétition qu'il joue son premier match avec les jaunes, lors d'une défaite contre l'Uruguay. Il joue en tout quatorze matchs en sélection et n'inscrit aucun but. Son dernier match est lors d'une défaite contre la Yougoslavie, le 1er janvier 1935.